# KMAR 808
Die Schiffe des Typs KMAR 808 sind schwedische Ankerziehschlepper (AHT) und Eisbrecher. Die Möglichkeit, die Schiffe als Eisbrecher einzusetzen, hebt diese von anderen Ankerziehschleppern ab.

## Geschichte
Die Schiffe wurden in den Jahren 2000 und 2001 auf der norwegischen Werft Havyard Leirvik A.S. für das Unternehmen Transviking Icebreaking & Offshore AS (heute: Viking Icebreaker and Offshore AS) gebaut. Sie werden von Viking Supply Ships AB bereedert.
Die Schiffe standen im ersten Quartal eines Jahres der Swedish Maritime Administration (Sjöfartsverket) als Eisbrecher in der Ostsee zur Verfügung. Die Schiffe, die ansonsten überwiegend als Ankerziehschlepper in der Nordsee, aber auch weltweit eingesetzt wurden, mussten dafür innerhalb von zehn Tagen in die Ostsee verlegt werden können. Ein entsprechender Vertrag lief bis ins Jahr 2015 und hätte um weitere 15 Jahre verlängert werden können.
Ab dem Jahr 2018 wurden die Schiffe nacheinander von der kanadischen Küstenwache übernommen und umbenannt.

## Technik
Die Schiffe der Serie werden von insgesamt vier MaK-Dieselmotoren angetrieben, die auf zwei Verstellpropeller wirken. Weiterhin verfügen die Schiffe über zwei Querstrahlsteueranlagen, eine im Bug- und eine im Heckbereich des Schiffes. Im Bugbereich befindet sich ferner ein Ruderpropeller.
Die freie Deckfläche hinter dem im vorderen Bereich der Schiffe angeordneten Deckshaus beträgt 603 m² (40,2 m × 15 m). Sie kann mit insgesamt 1350 Tonnen belastet werden, wobei die maximale Decksbelastung 5 t/m² bzw. 10 t/m² hinter Spant 23 beträgt. Der Pfahlzug der Schiffe beträgt rund 200 Tonnen.
Die Schiffe können bei Bedarf mit einer abmontierbaren Hubschrauberplattform ausgestattet werden. Dies kann bei einem 24-Stunden-Betrieb der Schiffe, wie z. B. beim Einsatz als Eisbrecher, nötig sein.

## Die Schiffe
| Typ KMAR 808  | Typ KMAR 808 | Typ KMAR 808 | Typ KMAR 808                                                        | Typ KMAR 808 |
| Bauname       | Baunummer    | IMO-Nummer   | Spätere Namen und Verbleib                                          | Bild         |
| ------------- | ------------ | ------------ | ------------------------------------------------------------------- | ------------ |
| Tor Viking    | 282          | 9199622      | CCGS Vincent Massey, 2022 von der Canadian Coast Guard erworben     |              |
| Balder Viking | 283          | 9199634      | CCGS Jean Goodwill, 2020 von der Canadian Coast Guard erworben      |              |
| Vidar Viking  | 284          | 9199646      | CCGS Captain Molly Kool, 2018 von der Canadian Coast Guard erworben |              |